# Таритаун
Таритаун (на английски: Tarrytown) е село в окръг Уестчестър, щат Ню Йорк, Съединени американски щати. Разположен е на левия бряг на река Хъдсън, на 35 km северно от центъра на град Ню Йорк. Населението му е 11 572 души (по приблизителна оценка от 2017 г.).
В Таритаун умира писателят Уошингтън Ървинг (1783 – 1859).